# قائمة المواقع التي تأسست قبل عام 1995
تم إنشاء أول موقع افي أغسطس 1991 بواسطة تيم بيرنرز لي مخترع الإنترنت اسم الموقع سيرن، وهي وكالة أبحاث نووية أوروبية. تم إتاحة متصفح باسم شبكة الإنترنت العالمية الخاص بـ بيرنسر-لي للجمهور في ذلك الشهر. بدأت شبكة الويب العالمية في الدخول إلى الاستخدام اليومي في 1993-4، عندما بدأت مواقع الويب المتاحة لعامة الناس. بحلول نهاية عام 1994، كان العدد الإجمالي للمواقع الإلكترونية لا يزال دقيقًا مقارنة بالأرقام الحالية، لكن عددًا كبيرًا من المواقع البارزة كانت نشطة بالفعل، والعديد منها هي السلائف أو الأمثلة الملهمة للخدمات الأكثر شعبية اليوم. من بين آلاف المواقع التي تم تأسيسها قبل عام 1995، تم إدراج تلك التي تظهر هنا لسبب أو أكثر من الأسباب التالية:
- لا تزال موجودة (وإن كانت بأسماء مختلفة في بعض الحالات).
- قدموا مساهمات في تاريخ شبكة الويب العالمية.
- لقد ساعدوا في تشكيل محتوى ويب حديث معين، مثل ويب كومكس ومدونة.

## 1991
سيرن
لقطة من موقع سيرن مشروع شبكة الويب العالمية ، أول موقع ويب اعتبارًا من نوفمبر 1992. تم الإعلان عن الويب علنًا (عبر نشر إلى مجموعة أخبار Usenet alt.hypertext) في 6 أغسطس 1991.
المكتبة الافتراضية لشبكة الويب العالمية
أصلاً كتالوج الويب لـ تيم بيرنرز لي في سيرن. لقطة من نوفمبر 1992: قائمة الموضوع - المعلومات حسب الموضوع. http://info.cern.ch/hypertext/WWW/TheProject.html
مركز المعجل الخطي ستانفورد
قام بول كونز من سلاك بزيارة تيم بيرنز لي في سيرن في سبتمبر 1991. لقد أعجب بمشروع WWW وأعاد نسخة من البرنامج إلى ستانفورد. أطلقت سلاك أول خادم ويب في أمريكا الشمالية في 12 ديسمبر 1991. صفحة الويب الأولى لـ سلاك: SLACVM Information Service.

## 1992
نكيف
المعهد الوطني الهولندي للفيزياء دون الذرية، موجود أصلاً في http://nic.nikhef.nl . كان هذا الموقع هو ثالث موقع في العالم يتم تشغيله على الإنترنت في فبراير 1992، بعد CERN و SLAC.
المركز الوطني لتطبيقات الحوسبة الفائقة
كان موقع المركز الوطني لتطبيقات الحوسبة الفائقة موطنًا مبكرًا لمتصفح الويب NCSA Mosaic ، بالإضافة إلى التوثيق على الويب و «ما الجديد؟» قائمة يستخدمها العديد من الأشخاص كدليل ويب مبكر.
فيرميلاب
خادم الويب الثاني في أمريكا الشمالية، في أعقاب اتجاه معامل الفيزياء عالية الطاقة.
صن سايت
مشروع أرشفة مبكرة وشاملة. بدأ المشروع ككل في عام 1992 وكان سريعًا في الانتقال إلى الويب.
جامعة ولاية أوهايو قسم علوم الحاسب والمعلومات
التطوير المبكر لبرامج البوابة، والتحويل الشامل للوثائق الحالية، بما في ذلك RFCs و TeXinfo وصفحات UNIX man و Usenet FAQs.
IN2P3
المعهد الوطني الفرنسي للفيزياء النووية وفيزياء الجسيمات، موجود أصلاً على http://info.in2p3.fr.
هوجي
خدمة معلومات الجامعة العبرية في القدس - باللغتين العبرية والإنجليزية. كان أول موقع ويب RTL والعاشر على الإنترنت في أبريل 1992، على http://www.huji.ac.il.
الاستكشاف
من أوائل المتاحف العلمية على الإنترنت.
youngmonkey (استوديوهات)
تم استضافته في البداية كنطاق.nb.ca ، يعرض مشاريع الموسيقى / الكتابة ومنتجات البرامج (DOS / Amiga). يتضمن أيضًا مقالات ومعلومات فنية وموارد أخرى لعشاق المركّب والمطورين وغيرهم. من المحتمل أن يكون موطنًا لأول متجر على الإنترنت (موقع المبيعات) باستخدام التحقق من بطاقة الائتمان عبر الطلب الهاتفي؛ وأول دفق للويب وتوزيع الفيديو ونظام الفيديو عبر الإنترنت بالدفع مقابل المشاهدة (StreamSite). تم الاتصال بالإنترنت في وقت ما، ولم يتم تحديده بعد، في 1991-1992. انتقل إلى نطاقه.ca (https://www.youngmonkey.ca) في أبريل 1995.
الصحافة القرد (مظهر من مظاهر قرد صغير)
عرض لمشاريع التصميم الجرافيكي والنشر، ومن المحتمل أن يقدم أول تصميم احترافي لموقع الويب. تم الاتصال بالإنترنت في وقت ما، ولم يتم تحديده بعد، في 1991-1992. تم دمجه مع مجال youngmonkey's .ca في عام 1995.
سي بي اس اس (شركة استشارية)
بعد طرحها عبر الإنترنت في أواخر عام 1992، قدمت شركة سي بي اس اس أي ان سي. في هيوستن، تكساس بهدوء ما كان على الأرجح أول خدمة تجارية لاستضافة المواقع الإلكترونية. كانت سي بي اس اس رائدة في الوصول إلى الويب عبر الهاتف المحمول من خلال واجهة البيانات الخلوية الخاصة بشركة موتورولا. لم يعد يتم صيانته، لا يزال موقع الويب مرئيًا اليوم على http://www.cbss.com.

## 1993
بحلول نهاية عام 1993، كان هناك 623 موقعًا، وفقًا لدراسة أجراها الباحث في معهد ماثيو جراي.
عليوب
(A rchie L آيك I ndexing لWEB)  وتعتبر أول شبكة الإنترنت محرك البحث، أعلنت في نوفمبر 1993  من قبل المطور مارتين كوستر قدمت مايو 1994  في المؤتمر الدولي الأول في CERN في جنيف.
بلومبرج
بوابة مالية تحتوي على معلومات حول الأسواق وتحويل العملات والأخبار والأحداث واشتراكات Bloomberg Terminal.
Chabad.org
الموقع الرئيسي لحركة Chabad-Lubavitch Hasidic. إنها تخدم أعضائها واليهود في جميع أنحاء العالم.
مجموعة النصوص الإلكترونية (CURIA سابقًا)
رأى Peter Flynn من University College Cork Tim Berners-Lee عرض WWW في اجتماع RARE WG3 ، وقام بتثبيت البرنامج في UCC لمشروع CURIA.
دكتور فن
واحدة من أول webcomics ، التي أشار إليها NCSA على أنها «اختراق كبير للويب».  
أرشيف طبع LANL
الوصول عبر الإنترنت إلى آلاف الأوراق البحثية في مجالات الفيزياء والرياضيات وعلوم الكمبيوتر والأحياء؛ تم تطويره من أرشيفات gopher و ftp والبريد الإلكتروني السابقة في Los Alamos.   يُعرف الآن باسم ArXiv.
كهرباء فرنسا
بدأ أحد مواقع الويب الصناعية الأولى في أوروبا كموقع ويب لقسم البحث والتطوير وقام بتنفيذه مهندسو البحث والتطوير سيلفان لانجلوا وإيمانويل بوارت وبعد بضعة أشهر دانيال جلازمان. لم يكن لديهم موافقة على ذلك واضطروا إلى إعادة تشغيل الخادم، المتصل بـ RENATER من خلال رابط 155 ميغا بايت، في كل مرة كانت تقتلها تكنولوجيا المعلومات بسبب عدم الموافقة. في وقت لاحق، قدمت شركة البحث والتطوير لشركة Electricité de France تصحيحات إلى CERN httpd وكانت نشطة في توحيد الويب.
ملاح الشبكة العالمية
مثال على دليل ويب مبكر تم إنشاؤه بواسطة O'Reilly Media وأحد المواقع التجارية الأولى على الويب؛ تم استضافته في Bolt Beranek و Newman (BBN).
مرصد كومة القش
شرح موقع مرصد Haystack على شبكة الإنترنت مهمته للاستشعار عن بعد بالراديو والرادار وقدم الوصول إلى البيانات لمستخدمي العلوم. تم طرح المحتوى في 13 ديسمبر 1993 من قبل الدكتور جون هولت من Haystack. لا يزال موقع الويب نشطًا، ولا يزال تنسيق صفحة الويب الأصلي متاحًا على الإنترنت. 
قاعدة بيانات الأفلام على الإنترنت
تأسست في عام 1990 من قبل المشاركين في مجموعة أخبار يوزنت rec.arts.movies ، تم نشر IMDB على الويب في أواخر عام 1993، واستضافها قسم علوم الكمبيوتر في جامعة كارديف في ويلز. 
أرشيف الموسيقى تحت الأرض على الإنترنت
تم إنشاؤها بواسطة طلاب في جامعة كاليفورنيا ، سانتا كروز للمساعدة في الترويج لفنانين موسيقيين غير موقّعين. تمت مشاركة الموسيقى باستخدام تنسيق MP2 ، مما أدى إلى الشعبية القصوى اللاحقة لمشاركة MP3 ومتاجر الموسيقى عبر الإنترنت.  
جامب سستشن
أول محرك بحث ويب في العالم،  أنشأه جوناثان فليتشر    في 12 ديسمبر 1993،   واستضافته جامعة ستيرلنغ في اسكتلندا. سارية حتى عام 1994.
كينت الأنثروبولوجيا
أحد مواقع العلوم الاجتماعية الأولى (عبر الإنترنت مايو 1993). الأصل في http://lucy.kent.ac.uk/ نسخة محفوظة 29 سبتمبر 2017 على موقع واي باك مشين. . لا يزال متصلاً بالإنترنت على http://csac.anthropology.ac.uk/bin/EthnoGraphics+Gallery
سيتو
بعد البداية كمعرض فني مجهول قائم على بروتوكول نقل الملفات وتعاونية جماعية، انتقل مشروع OTIS (لاحقًا SITO) إلى الويب بفضل استضافة SunSITE.
التقنية
تدعي صحيفة الحرم الجامعي في معهد ماساتشوستس للتكنولوجيا ، The Tech ، أنها أول صحيفة تقدم محتوى عبر الويب، بدءًا من مايو 1993.
نيكسور
موقع ويب تم إنشاؤه لـ Nexor ، بواسطة Martijn Koster ، وهي شركة برمجيات إنترنت مبكرة.
MTV
تم تسجيل مجال شبكة تلفزيون الموسيقى في عام 1993 بواسطة VJ Adam Curry ، الذي كان يدير شخصيًا موقعًا صغيرًا غير رسمي.
سيرفر الخرائط بارك
يمكن القول إنها أقدم مقدمة لـ MapQuest وخرائط كوكل. ربط الباحث في PARC Steve Putz برنامجًا موجودًا لعرض الخرائط بالويب. الآن البائد.
photo.net
مورد ومجتمع للتصوير الفوتوغرافي عبر الإنترنت، صممه وأسسه فيليب جرينسبون. أصدر Greenspun البرنامج الموجود خلف photo.net كمجموعة أدوات مجانية مفتوحة المصدر لبناء مواقع مجتمعية، نظام مجتمع ArsDigita.
مبادئ سايرنتكا
ربما يكون أول نظام معرفة تعاوني معقد، له هيكل هرمي، فهرس، خريطة، شروح، بحث، الكثير من الارتباطات التشعبية، إلخ. صممه فرانسيس هايليغن، كليف جوسلين وفالنتين تورشين لتطوير معرفي الفلسفة.  
اكسبسي
الموقع الأول لعلوم الحياة. لا يزال نشطًا  
وعاء قهوة غرفة طروادة
أول كاميرا ويب.  
مجلة Trincoll
مجلة وسائط متعددة نشرها طلاب في كلية ترينيتي في هارتفورد كونيتيكت.  
Wired.com
وجود على الإنترنت لمجلة وايرلد.

## 1994
بحلول منتصف عام 1994 كان هناك 2738 موقعًا وفقًا لإحصاءات جراي؛ بحلول نهاية العام، أكثر من 10000.